# Slide
|  | Formatering af flertydig artikel Denne flertydige artikel er i øjeblikket ikke tilpasset det vedtagne format for flertydige artikler. |

Slide har to betydninger.
1. Det er en teknik på guitar, hvor man i et anslag gennemløber en masse toner. Når man skal slide placerer man fingeren i et bånd, anslår strengen man holder fingeren på. herefter bevæger man fingeren igennem flere bånd uden at løfte den. Man kan slide både op og ned.
2. Det er en spilleform, hvor tonerne angives på gribebrættet med et rør af glas eller metal, der giver en særlig intens lyd og gør guitaristen i stand til at glide let fra den ene tone til den anden. Det er importeret fra hawaii guitaren, og anvendes især i blues, her kaldes det også bottleneck guitar, fordi de tidlige udøvere ofte brugte en afsavet flaskehals, men også i country og rock er det en populær teknik. Beatles guitaristen George Harrison, samt Keith Richards fra Rolling Stones har været med til at gøre denne teknik kendt. Slide guitar giver en særlig "grædende" guitar lyd. Man kan spille slide guitar på en elektrisk eller en akustisk guitar, dog klinger nylonstrenge (på en spansk/klassisk guitar) ikke så godt med slide. Der findes godt undervisningsmateriale på Video og DVD, som kan fås på Danske bibliotekter og i musikforretninger.

## Blå toner
Når man spiller slideguitar stemmer man ofte anderledes end man vanligt gør. Man stemmer i en akkored f.eks "open D" dvs DADF#AD eller "open G" dvs DGDGHD. Ideen er at man kan med sliden kan bevæge sig mellem lille og stor terts og dermed fremkalde blå toner. Sagt anderledes: man "glider" mellem mol og dur intervaller og skaber dermed spænding omkring tonearten. Sliden gør det muligt at ramme kvarttoner som ligger udenfor skalaen, dette kombineres med den karakteristiske resonator lyd. Det giver en særdeles karakterisitsk sound, som ofte anvendes i Hawaii-musik, Country, Blues, Rock samt klassisk Indisk musik. 

## Lyt til slide guitar
- Finn Bjerke Arkiveret 9. oktober 2007 hos  Wayback Machine
- David Kampmann Arkiveret 10. oktober 2006 hos  Wayback Machine
- Mike Auldridge Arkiveret 11. december 2006 hos  Wayback Machine
- Jerry Douglas
- Don Morrison (Webside ikke længere tilgængelig)

## Kendte kunstnere der spiller "dobro" guitar
- Bonnie Raitt
- Eric Clapton
- Johnny Winter
- Sam Mitchell
- Bob Brozman Arkiveret 5. april 2007 hos  Wayback Machine
- Jerry Douglas
- Debashi Bhattacharya
- Ry Cooder
- Mark Knopfler
- Andy Hall

## Eksterne links
- www.guitaren.dk Arkiveret 13. januar 2007 hos  Wayback Machine
- http://slide.8k.com/ Arkiveret 5. april 2007 hos  Wayback Machine